# Leptophatnus separatus
Leptophatnus separatus là một loài tò vò trong họ Ichneumonidae.